# Ali Salama
Ali Salama (tiếng Ả Rập: على سلامة; sinh ngày 18 tháng 9 năm 1987) là một cầu thủ bóng đá người Libya, hiện tại thi đấu cho Al-Ahli ở Giải bóng đá ngoại hạng Libya. Anh thi đấu ở vị trí hậu vệ quét hoặc trung vệ. Anh được biết đến với lối chơi mạnh bạo, được xem là hậu vệ xuất sắc nhất Libya và một trong những hậu vệ xuất sắc nhất châu Phi. Các kĩ năng của anh dựa vào khả năng đọc trận đấu tuyệt vời, truy cản chính xác và khả năng không chiến tốt. Anh làm đội trưởng của đội tuyển giành chức vô địch ở Giải vô địch bóng đá châu Phi 2014.